# Andrea Koevska
Andrea Koevska, bolj znana pod umetniškim imenom Andrea, makedonska pevka, *14. februar 2000.

## Zgodnje življenje
Andreina ljubezen do glasbe se je začela že v zgodnjem otroštvu, ko se je pri petih letih s starši preselila v Harlem v New Yorku v ZDA, kjer so živeli eno leto. Izhaja iz ugledne družine, z očetom profesorjem prava in mamo fizičarko, ki sta pričakovala, da bo šla Andrea po njunih stopinjah, vendar se je Andrea posvetila glasbi.

## Kariera
Njena glasbena pot se je začela povsem po naključju. Na svojem Instagram profilu je za zabavo začela objavljati kratke videoposnetke s priredbami in prevodi znanih pop in rock uspešnic. Njen talent in vokalne sposobnosti je opazil in prepoznal glasbeni producent Aleksandar Masevski, ki jo je povabil v svoj studio in ji ponudil sodelovanje.
S producentom Aleksandrom sta se odločila, da bosta besedila pesmi pisala zgolj v angleščini, da bi glasba hitreje prišla do poslušalcev in lažje zgradila mednarodno kariero. Njena prva pesem »I Know« je izšla 23. oktobra 2020. Predvajana je bila na več kot 100 radijskih postajah v številnih državah, vključno z ZDA, Združenim kraljestvom, Kanado, Švico, Italijo, Francijo, Nemčijo, Norveško, Južno Afriko, Grčijo, Bolgarijo, Makedonijo in drugje. V kratkem času je pesem prejela na stotine tisoč ogledov na YouTubu in več kot 4 milijone ogledov na platformi Tik Tok. Andrea se je pojavila tudi v več podkastih oddajah v Mehike in na Nizozemske.

### Pesem Evrovizije
Dne 4. februar 2022 je Andrea zmagala na Za Evrosong 2022, nacionalnem izboru Severne Makedonije za tekmovanje za Pesem Evrovizije. Z Viktorjem Apostolovskim sta imela na koncu izbora oba 20 točk, vendar je zmagala Andrea, ker je od žirije prejela 12, Viktor pa le 8 točk.

## Diskografija

### Pesmi
- »I Know« (2020)
- »I Don't Know Your Name« (2020)
- »Talk to Me« (2021)
- »Choose My Way« (2021)
- »Heartbreak« (2021)
- »Bettin on You« (2021)
- »Circles« (2022)